# Les Tonils
Les Tonils település Franciaországban, Drôme megyében. Lakosainak száma 22 fő (2022. január 1.). Les Tonils Bézaudun-sur-Bîne, Bourdeaux, La Chaudière, Rochefourchat és Saint-Nazaire-le-Désert községekkel határos.

## Népesség
A település népességének változása:
| Lakosok száma | 10   | 20   | 20   | 18   | 13   | 17   | 25   | 30   | 34   | 22   |
|               | 1968 | 1982 | 1990 | 2006 | 2013 | 2015 | 2017 | 2019 | 2020 | 2022 |